# 新興重機械
新興重機械有限公司，簡稱新興重機械（英語：Sin Heng Heavy Machinery Limited，SGX：KF4），在1969年由陳亞來創立一家業務經營各種吊重機產品公司。地區包括新加坡、馬來西亞，以及越南。
總部位於26 Gul Road, Singapore 629346，股份在2010年2月3日於新加坡交易所主板上市，招股價為0.26坡元，配售股份為168,000,000，集資額為43,680,000坡元。

## 連結
- SinHeng.com.sg （页面存档备份，存于）